# 糙葉赤車使者
糙葉赤車使者（学名：Pellionia scabra）为蕁麻科赤車使者屬下的一个种。